# الرشيدية (المغرب)
الرشيدية هي مدينة مغربية، وعاصمة جهة درعة تافيلالت وإقليم الرشيدية، تتميز بطابع فريد وتاريخ عريق، وهو ما يجعل منها موقع سياحي كبير، حيث تحتضن معالم تاريخية وسياحية مثل قصر الجدار وواحات زيز.
بلغ عدد سكانها حسب الاحصاء الرسمي لسنة 2014 هو 92374 نسمة , وحسب نتائج الإحصاء الأخير للسكان و السكنى لسنة 2024 فقد وصل عدد سكان مدينة الرشيدية الى 427572 نسمة.

## تاريخ
مع بداية عهد الاستقلال، وفي إطار التنظيم الإداري الأول للمملكة المغربية، ستصبح قصر السوق مقرا لعمالة الإقليم، وبناءا على القرار المؤرخ في 17 نونبر 1975 ستحمل اسما جديدا هو الرشيدية نسبة إلى الأمير مولاي رشيد، وستصنف كمركز مستقل إلى غاية التقطيع الانتخابي لسنة 1992، حيث سترقى إلى مستوى جماعة حضرية.
قام الملك محمد السادس بزيارة الرشيدية سنة 2002، وتكررت زيارات الملك محمد السادس، حيث أشرف الملك في سنة 2009 بالرشيدية على إنطلاقة العديد من المشاريع التي تهم التأهيل الحضري للمدينة، من أهمها مشروع واحة الرياضات.
في سنة 2013، حل الملك محمد السادس بالرشيدية، وأشرف على إطلاق عدد من المشاريع التضامنية المخصصة لحماية الأطفال والترقية الإجتماعية للشباب والنساء، وتمدرس الفتيات، وتنمية الأنشطة المدرة للدخل.

## الاقتصاد
مدينة الرشيدية عبارة عن تجمعات سكانية ممتدة على طول 25 كلم  مربع في مجال حضري متفرق يتوسطها وادي زيز. وتعتبر الرشيدية من المناطق الأكثر إنتاجاً للتمور من أجود الأنواع، وهي تحتضن أكبر واحات النخيل على المستوى الوطني، لكن رغم ذلك فهي تعاني ركوداً تنموياً كبيراً، وغياباً للمشاريع التنموية والاقتصادية القادرة على تحريك عجلة التنمية بالمدينة، وتشغيل الشباب. وتبدو ملامح الفقر والبطالة ظاهرة في مختلف أنحاء المدينة، حيث نجد أن أغلب سكان المدينة يعيشون على عائدات أبنائهم العاملين بباقي المدن الأخرى، أو تحويلات المهاجرين المقيمين بالخارج، وعلى القليل من الفلاحة. ومن بين أهم الأسباب التي جعلت المدينة لا تستفيد من المؤهلات السياحية التي تزخر بها، هو ضعف البنية التحتية الكافية لاستيعاب السياح، وعلى رأسها الفنادق.

## التعليم
قائمة المؤسسات التعليمية في مدينة الرشيدية:

### التعليم الإبتدائي
- مدرسة المطار
- مدرسة بن خلدون
- مدرسة البنات
- مدرسة النهضة
- مدرسة ابن حزم
- مدرسة ابن رشد
- مدرسة 11 يناير
- مدرسة محمد بن العربي
- مدرسة الحي الجامعي
- مدرسة الواحة
- مدرسة المنتزه
- مدرسة وكنان
- مدرسة العيون
- مدرسة عين العاطي 1
- مدرسة عين العاطي 2
- مدرسة أزمور الجديد
- مدرسة أولاد الحاج
- مدرسة السلام
- مدرسة بوتلامين الجديدة
- مدرسة تاركة الجديدة
- مدرسة وادي الذهب

### التعليم الإعدادي
- إعدادية مولاي رشيد
- إعدادية المسيرة
- إعدادية القدس
- إعدادية إبن سينا
- إعدادية حمان الفطواكي
- إعدادية الزيتون

### التعليم الثانوي

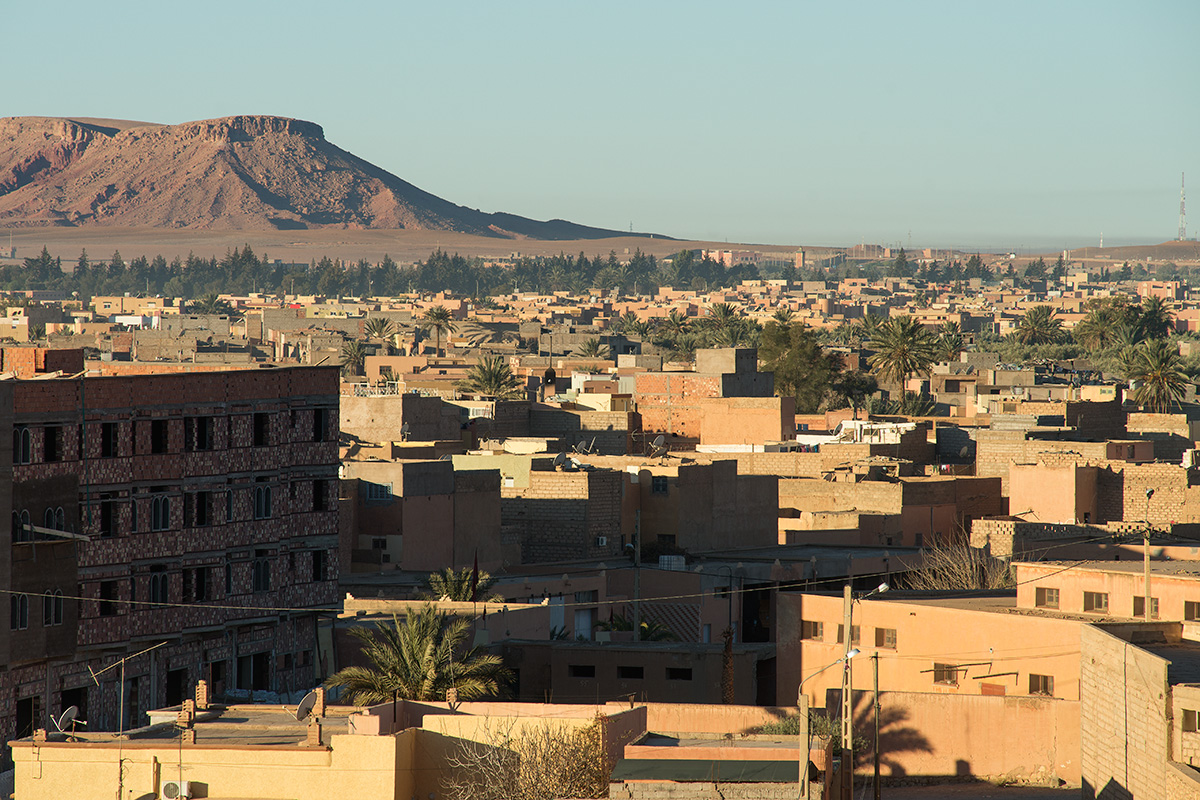
الرشيدية

- ثانوية سجلماسة
- ثانوية ابن طاهر
- ثانوية الأمير مولاي عبد الله
- ثانوية الواحة
- ثانوية تافيلالت
- ثانوية حمان الفطواكي

### المعاهد والكليات
- الكلية المتعددة التخصصات الرشيدية، افتحت أبوابها في الموسم الجامعي 2006 /2007. وهي تُوفر العديد من المسالك، من بينها: الدراسات العربية، الدراسات الفرنسية، الدراسات الإسلامية، القانون باللغة العربية، والعلوم الإقتصادية والتدبير.[9]
- كلية العلوم والتقنيات بالرشيدية، وقد فتحت أبوابها منذ شتنبر 1994، وبنيت على مساحة تتراوح 12هكتارا. وتتميز بتكوين علمي متخصص، وهي مؤسسة ذات استقطاب محدود، كما تتميز بتجهيزات علمية متطورة في كل الشعب المتواجدة بها وستتعزز المؤسسة بفتح متحف علمي يعطيها إضافة نوعية إلى جانب جناح خاص للمؤتمرات والندوات ومختلف الأنشطة السوسيوثقافية
- المعهد المتخصص للتكنولوجيا التطبيقية محمد الفاسي، وهو يوفر تكويناً في العديد من التخصصات، من بينها: المبيعات، المحاسبة، التجارة، إدارة الأعمال، التبريد، الصيانة الصناعية، الكهرباء، الحاسوب والشبكات، تكنولوجيات المعلومات، إصلاح السيارات، إصلاح الآلات، وكالات السفر، الطبخ، والخياطة.
- المعهد التقني الفلاحي.
- الى جانب بناء معهد جديد متخصص للتكنولوجيا التطبيقية ويسمى مدينة المهن

## النقل والمواصلات

### النقل الطرقي
عرفت مدينة الرشيدية في السنوات الأخيرة عدة أشغال لتهيئة وتأهيل مجموعة من الشوارع بالمدينة بهدف خلق متنفسات جديدة وتعزيز إنسيابية حركة النقل بالمدينة، كما تم أيضاً تأهيل وسط المدينة من خلال تهيئة الأرصفة وتجديد الإنارة العمومية وتأهيل قنوات الصرف الصحي وتوسيع مجموعة من الأزقة والشوارع. أما المحطة الطرقية الجديدة لمدينة الرشيدية، فهي حالياً في طور الإنجاز، وهي تمتد على مساحة إجمالية تناهز 5 هكتار، وتشتمل على جميع المرافق الضرورية من متاجر ومقاه ومطاعم، وستمكن هذه المحطة الجديدة من تعزيز انسيابية حركة الحافلات واستغلال المساحة الأرضية للمحطة القديمة في إنجاز مشروع تنموي بالمدينة.

### النقل الجوي
مطار الرشيدية مولاي علي الشريف هو مطار دولي، تبلغ طاقته الاستيعابية 000 300 مُسافر في السنة، ويتوفر على رحلات جوية داخلية إلى الدار البيضاء، والرباط، ومراكش. أما الرحلات الدولية في هذا المطار فهي عبارة عن رحلات شارتر خاصة، وغير منتظمة.

## الصحة
قائمة المؤسسات الصحية في مدينة الرشيدية:
- المركز الاستشفائي الجهوي مولاي علي الشريف، وتصل طاقتة الإستيعابية إلى 243 سرير
- مستشفى الأمير سلطان بن عبد العزيز لطب العيون، بطاقة إستيعابية 25 سرير
- 6 مراكز صحية حضرية
- مصحة الفتح
- مصحة تافيلالت

ومن المشاريع المستقبلية في قطاع الصحة، هو بناء مركز استشفائي جامعي في مدينة الرشيدية بطاقة إستيعابية تصل إلى 500 سرير.
مجموعة أكديطال الرشيدية

## معالم سياحية

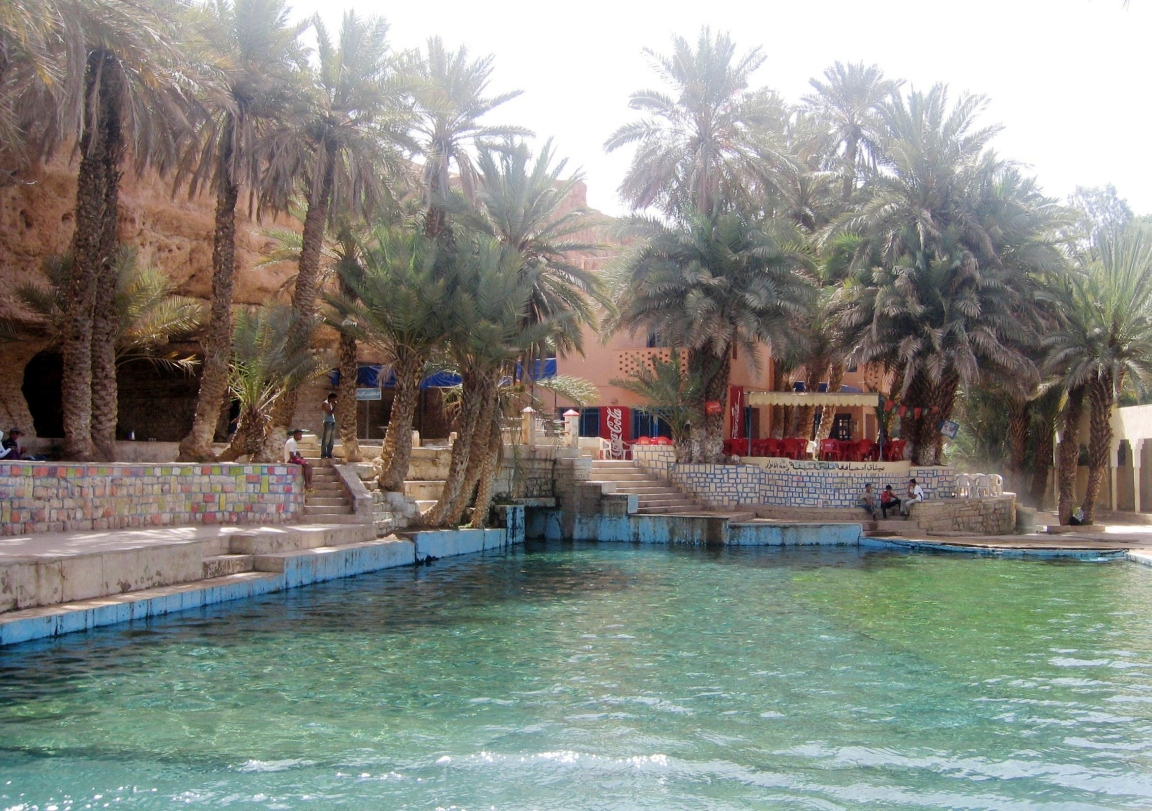
العين الزرقاء مسكي، جنوب مدينة الرشيدية المغرب

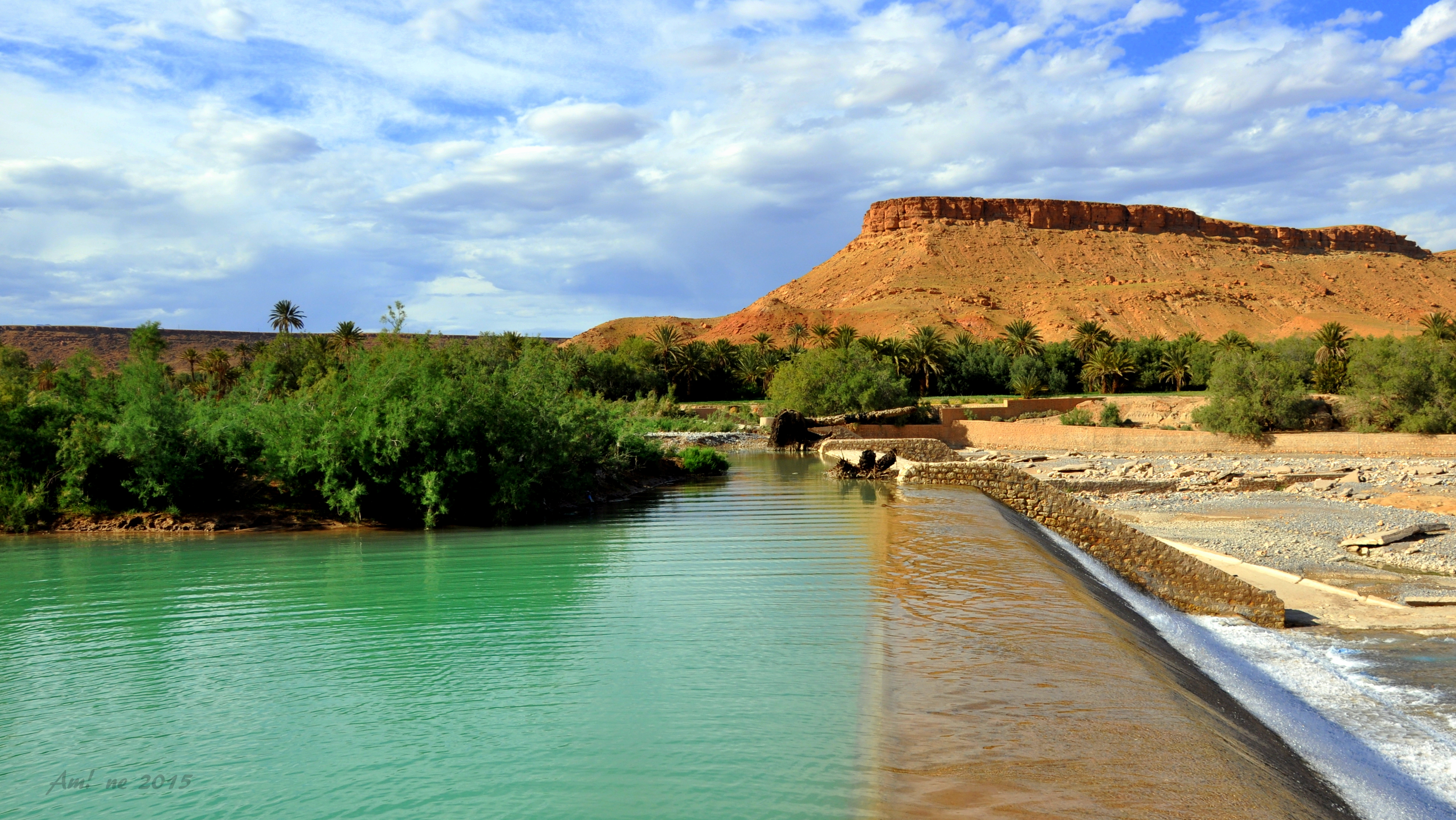
واحات غريس بكلميمة، بإقليم الرشيدية

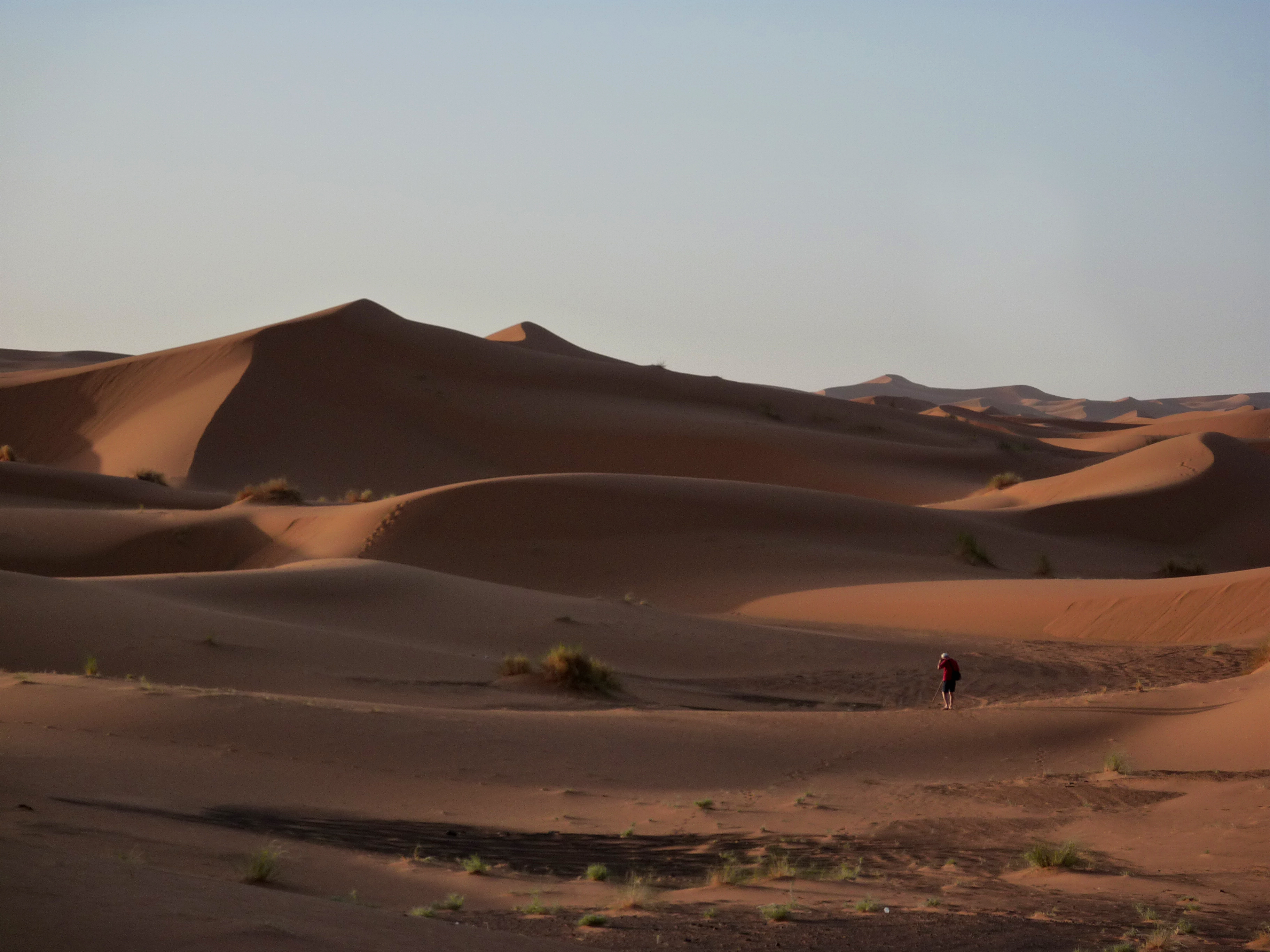
شروق الشمس في منطقة الكثبان الرملية

- العين الزرقاء مسكي
- منتزه 3 مارس
- واحات غريس

- إطلالة واحة ولاد شاكر (أوفوس).
- سد الحسن الداخل
- منطقة مرزوكة [13]

## أعلام
- رشيد النقروز
- محمد خيرازي
- عبد العزيز العمري
- عبد العاطي إيكدير
- مئير بار آشر

## وصلات خارجية
- الصفحة الرسمية للجماعة الحضرية الرشيدية على فايسبوك